# Metaselena
Metaselena is een geslacht van vlinders van de familie bladrollers (Tortricidae), uit de onderfamilie Olethreutinae.

## Soorten
- M. alboatra Diakonoff, 1939
- M. allophlebodes Horak & Sauter, 1981
- M. diakonoffi Horak & Sauter, 1981
- M. lepta Horak & Sauter, 1981
- M. pemphigodes Horak & Sauter, 1981
- M. pithana Horak & Sauter, 1981
- M. platyptera (Horak & Sauter, 1981)
- M. rhabdota Horak & Sauter, 1981
- M. symphylos Horak & Sauter, 1981